# Evgeniy Levchenko
Evgeniy Levchenko (Oekraïens: Євген Вікторович Левченко, Jevhen Viktorovytsj Levtsjenko; Russisch: Евгений Викторович Левченко, Jevgenij Viktorovitsj Levtsjenko) (Kostjantynivka, 2 januari 1978) is een Oekraïens-Nederlands voormalig betaald voetballer. Sinds 1 juli 2019 is hij voorzitter van de Vereniging van Contractspelers (VVCS).
Levchenko speelde het grootste deel van zijn carrière bij Nederlandse clubs en werd voornamelijk ingezet als middenvelder. Tussen 2002 en 2009 speelde hij acht interlands voor het Oekraïens voetbalelftal.

## Carrière
Levchenko werd geboren in de Oblast Donetsk, dat destijds onderdeel was van de Sovjet-Unie en nu in het huidige Oekraïne ligt.
Levchenko werd in 1996 door Vitesse naar Nederland gehaald, nadat hij eerder bij zowel Sjachtar Donetsk als CSKA Moskou in het tweede elftal had gespeeld. In het seizoen 1996/1997 speelde hij tweemaal voor Vitesse en vertrok hij later dat seizoen naar Helmond Sport. Daarvoor kwam hij vijftien wedstrijden in actie waarin hij vier doelpunten maakte. Na een jaar bij Vitesse zonder wedstrijden vertrok hij naar Cambuur Leeuwarden, waar hij twee seizoenen bleef en 41 wedstrijden speelde in de Eredivisie (twee doelpunten). Hij keerde vervolgens terug naar Vitesse, waar hij ditmaal drie jaar bleef. In zijn eerste jaar kwam hij niet in actie en in zijn tweede jaar twee keer. Tijdens zijn laatste seizoen in Arnhem speelde hij 23 keer (met één doelpunt). Hij vertrok daarop toen naar Sparta Rotterdam, waar hij twee seizoenen in de basis stond in de eerste divisie. Hij speelde zeventig wedstrijden voor Sparta, maakte elf doelpunten en was erbij toen Sparta via de nacompetitie in 2005 promoveerde naar de Eredivisie.
Tussen 2005 en 2009 speelde Levchenko voor FC Groningen. Aan het het einde van dat seizoen nam Groningen afscheid van de Oekraïner. Na een aanvankelijk afscheid wilde de club terugkomen op het besluit, maar beide partijen konden het niet eens worden over de duur van de verlenging van het contract. Levchenko wilde twee jaar verlengen, Groningen één jaar, met een van zijn prestaties afhankelijke optie op een tweede jaar. Uiteindelijk vertrok Levchenko naar FK Saturn. Hij speelde er één jaar en keerde in juli 2010 terug naar Nederland. Hij tekende er een contract bij Willem II dat hem transfervrij inlijfde. Daar maakt hij op 7 augustus 2010 tegen Heracles Almelo zijn debuut (3-0 nederlaag). Hij werd tevens aanvoerder van 'de Tricolores'. Hij tekende in juli 2011 een eenjarig contract bij Adelaide United, dat hem transfervrij overnam van Willem II. In Australië maakte hij weinig indruk en toen hij niet opgenomen werd in de selectie voor de AFC Champions League 2012 werd zijn contract in overleg op 25 maart 2012 ontbonden.
Op 30 januari 2014 kondigde hij in de talkshow Pauw & Witteman aan een punt te zetten achter zijn voetbalcarrière en zijn opleiding marketing af te willen maken. In mei 2014 speelde hij mee in het televisieprogramma Ik ben een ster, haal me hier uit!. In oktober 2015 verscheen Lev, een biografie over de gewezen voetballer geschreven door journaliste Iris Koppe.
Tot in het voorjaar van 2023 volgt Levchenko de UEFA-managementopleiding Executive Master for International Players (MIP).

## Clubstatistieken

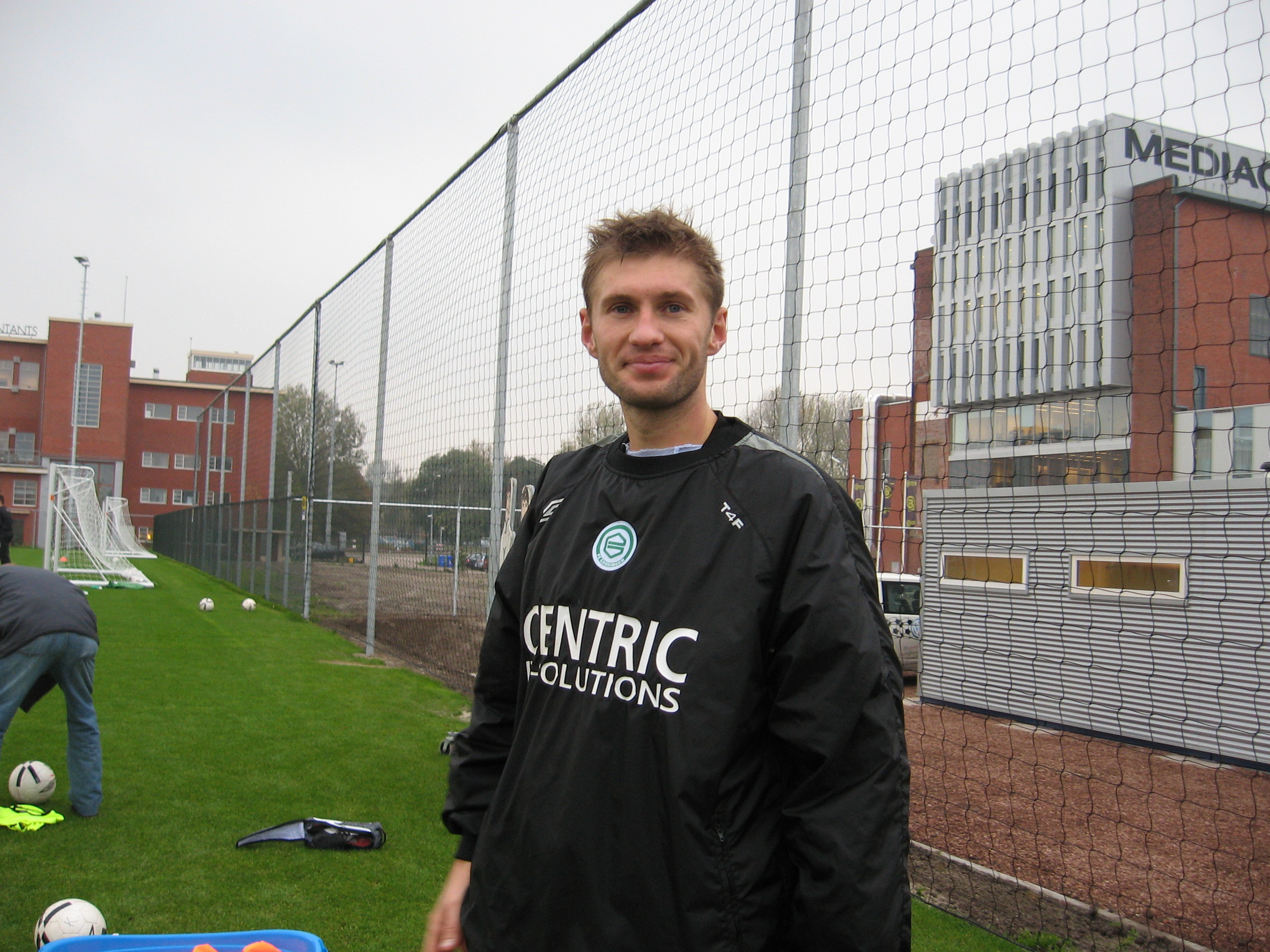
Levchenko bij FC Groningen

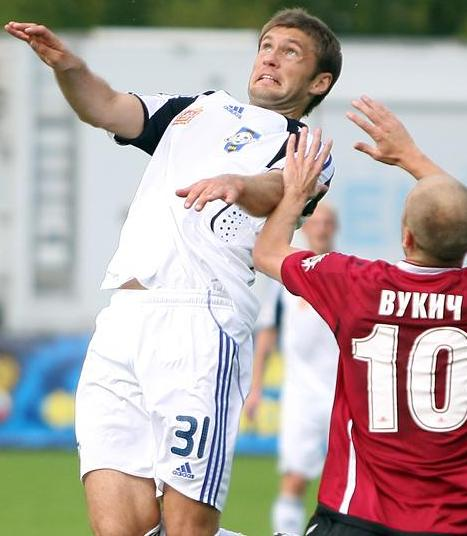
Levchenko bij FK Saturn

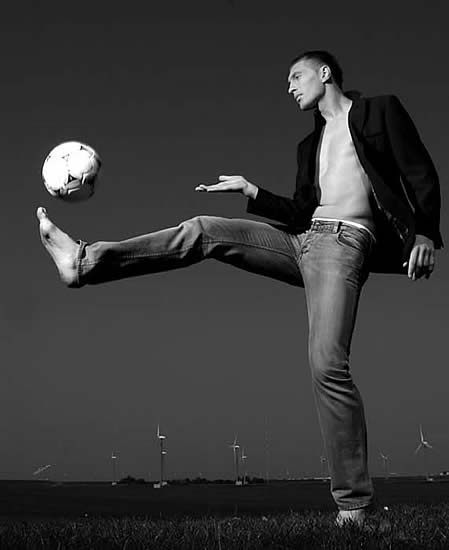
Evgeniy Levchenko poseert

| Seizoen | Club                                 | Competitie               | Duels | Goals |
| ------- | ------------------------------------ | ------------------------ | ----- | ----- |
| 1993/94 | Metallurg Kostiantynivka /Sjachtar-2 | Droeha Liha              | 9     | 0     |
| 1994/95 | Sjachtar-2 Donetsk                   | Droeha Liha B            | 10    | 0     |
| 1996    | CSKA-d Moskou                        | Derde Divisie Zone 3     | 4     | 1     |
| 1996/97 | Vitesse                              | Eredivisie               | 2     | 0     |
| 1996/97 | Helmond Sport                        | Eerste divisie           | 15    | 4     |
| 1997/98 | Helmond Sport                        | Eerste divisie           | 0     | 0     |
| 1998/99 | Cambuur Leeuwarden                   | Eredivisie               | 16    | 2     |
| 1999/00 | Cambuur Leeuwarden                   | Eredivisie               | 25    | 0     |
| 2000/01 | Vitesse                              | Eredivisie               | 0     | 0     |
| 2001/02 | Vitesse                              | Eredivisie               | 2     | 0     |
| 2002/03 | Vitesse                              | Eredivisie               | 23    | 1     |
| 2003/04 | Sparta Rotterdam                     | Eerste divisie           | 35    | 8     |
| 2004/05 | Sparta Rotterdam                     | Eerste divisie           | 35    | 3     |
| 2005/06 | FC Groningen                         | Eredivisie               | 28    | 4     |
| 2006/07 | FC Groningen                         | Eredivisie               | 29    | 9     |
| 2007/08 | FC Groningen                         | Eredivisie               | 15    | 1     |
| 2008/09 | FC Groningen                         | Eredivisie               | 18    | 3     |
| 2009    | FK Saturn                            | Premjer-Liga             | 7     | 0     |
| 2010    | FK Saturn-2                          | Russische Tweede Divisie |       |       |
| 2010/11 | Willem II                            | Eredivisie               | 19    | 3     |
| 2011/12 | Adelaide United                      | A-League                 | 10    | 1     |
| Totaal  | Totaal                               | Totaal                   | 302   | 40    |

## Persoonlijk
Levchenko liet zich in 2001 naturaliseren tot Nederlander.
Sinds 2003 heeft hij een relatie met actrice en presentatrice Victoria Koblenko, die net als hij afkomstig is uit Oekraïne en emigreerde naar Nederland. In 2008 ging het stel uit elkaar, om zich in 2015 weer te herenigen. Op 8 augustus 2016 werden zij ouders van een zoon. Daarnaast is hij regelmatig gast bij Studio Voetbal en was hij samen met zijn partner Victoria begeleider bij Vier handen op één buik. In 2013 was hij de hoofdpersoon in het eerste seizoen van de Russische versie van het realityprogramma The Bachelor (Kholostyak) op TNT. Zijn relatie met winnares Olesya Ermakova duurde negen maanden.
Levchenko kwam regelmatig in het nieuws na de Russische invasie van Oekraïne in 2022. Hij was een van de mensen uit de Oekraïense gemeenschap die na de invasie werden ontvangen door Koning Willem-Alexander en Koningin Máxima.